# 埃尔卡茨维莱尔
埃尔卡茨维莱尔（法語：Erckartswiller，发音：[ɛʁkaʁt͡svilɛʁ]；德语：Erkartsweiler）是法国下莱茵省的一个市镇，属于萨韦尔讷区和英维莱尔县（Ingwiller）。该市镇总面积10.46平方公里，2009年时的人口为279人。

## 人口
埃尔卡茨维莱尔人口变化图示